# Sandy MC
Sandy Adalberto Carriello Rojas (Santo Domingo, República Dominicana, 14 de septiembre de 1972 - Nueva York, Estados Unidos, 23 de diciembre de 2020), más conocido como Sandy MC, fue un cantante y compositor dominicano, quien fue parte del famoso dúo merenguero de los años 90 Sandy & Papo.

## Carrera
Desde muy temprana edad, Sandy imitaba a los grupos juveniles más populares del momento. Fue en 1985, cuando la música de los conocidos grupos Run-D.M.C., The Fat Boys y Public Enemy lo convertirían en un fanático del rap. 
Estas primeras influencias, así como la combinación de los diferentes tipos de interpretación de los grupos antes mencionados, sirvieron para definir el estilo tan diferente con que Sandy MC presenta sus rimas e interpretaciones. 
Fue en Santo Domingo donde formó un grupo de rap, que se presentaba en pequeños conciertos, clubs y televisión, concursando con grupos similares para la elección de quienes bailaran y rimaran mejor. Fue en una de estas oportunidades donde conoció a Papo MC, con quien estableció una entrañable amistad aún a pesar de ser integrantes de grupos diferentes.
Luego Sandy MC junto a Mariano MC, Careta, Mofeta, Chinito y Berman forman el grupo Boogie Down Rap y para el año 1989 comienzan a presentarse en programas de televisión como Sábado de Corporán, donde comienzan a darse a conocer en el país. A partir de ahí empieza la verdadera historia del hip hop dominicano.
En 1991 se le presentó la oportunidad de trasladarse a New York. Aunque con algo de tristeza, se radicó en la Babel de Hierro, pensando siempre en sus amigos y en sus sueños, que solo iban a quedar como recuerdo de los buenos momentos de su niñez. Fue allí donde se reencontró a su amigo Papo.
En 1992 fueron descubiertos por Pavel de Jesús y Porfirio Piña, en una audición convocada para reemplazar a algunos de los integrantes de grupos como Proyecto Uno y Clan De La Furia. Asimismo intervinieron en la remezcla del tema "La dueña del swing", la cual era interpretada por Los Hermanos Rosario.
Fue aproximadamente en octubre de 1995 cuando finalizaron su primera producción discográfica para el sello Parcha Records, cuya distribución es efectuada por Antilla Records Distributors. El dúo Sandy y Papo mc ha llegado a ser famoso a nivel nacional e internacional. Siendo unos de los pioneros de la música Urbana Dominicana grabaron rap, merenhouse, reggae, hit hop, etc. Realizaron giras por Venezuela, Colombia, Estados Unidos, México y Canadá, así como por toda Centroamérica y Sudamérica. 
En el 2000 Sandy lanzó el álbum Homenaje a Papo dedicado a su fallecido compañero Papo MC en un accidente vehicular en Santo Domingo Este. Posteriormente, en 2005 Sandy vuelve al mundo de la música con el álbum "El Duro Soy Yo" del cual se desprenden temas como "El Hijo De Doña Beba (Tu Mujer)" y "Pa' Qué Me Tiras"; este último en alusión a Magic Juan, artista con quien mantuvo una riña musical.
En 2010 Sandy anunció su nuevo disco "Insuperable", del cual se desprende su primer sencillo "Tabaco y Ron".
En 2017 estrenó "La historia de un dúo", iniciativa con la que quiso recordar a su agrupación.
Sandy también fue parte del coro del cantante reggeatonero Don Omar.
Falleció en República Dominicana , el 23 de diciembre de 2020 a causa de un infarto.
En 2023 Winston de Jesús, destacado exponente de la industria musical y creador de renombre en la escena del merengue-rap, realizó el lanzamiento de un álbum con 8 canciones, con archivos de grabación de Sandy Mc completadas con la intervención de Inteligencia Artificial.

## Discografía

### Álbumes en agrupación musical
- 1996: Sandy & Papo MC
- 1997: Otra vez...

### Álbumes como solista
- 2000: Homenaje a Papo
- 2005: El duro soy yo
- 2010: Insuperable

### Album homenaje
- 2023: Winston De Jesús Presents: Sandy MC "The Unleashed Tunes"